# دونته دی وینچنزو
دونته دی وینچنزو (انگلیسی: Donte DiVincenzo؛ زادهٔ ۳۱ ژانویهٔ ۱۹۹۷) بازیکن بسکتبال اهل ایالات متحده آمریکا است.
از باشگاه‌هایی که در آن بازی کرده‌است می‌توان به میلواکی باکس اشاره کرد.